# Lampenöl
Lampenöl ist Öl, das zur Verbrennung in Öllampen verwendet wird. Der Begriff ist EU-weit nicht genormt. Lampenöle auf Mineralölbasis sind im Handel erkennbar durch die Inhaltsbezeichnungen Petroleum, Isoparaffin, Paraffinöl oder Flüssigparaffin. 
Lampantöl, dessen Name von italienisch lampante ‚leuchtend‘ abgeleitet ist, wurde als schlecht schmeckendes Olivenöl für Öllampen benutzt. Es wird aus minderwertigen Oliven (beschädigte oder überreife Früchte) gepresst und ist die Bezeichnung eines für den Verzehr ungeeigneten Olivenöls mit einem zu hohem Säuregehalt, siehe dazu Güteklassen von Olivenöl. 

## Gesundheitsgefahr
Das Schlucken geringster Mengen dünnflüssiger, mineralischer Öle kann bei Kindern schwere Lungenkomplikationen auslösen, die zum Tode führen können (chemische Lungenentzündung). Diese Gefahr hat unter anderem zur Einführung der Norm EN 14059:2002 (Dekorative Öllampen - Sicherheitsanforderungen und Prüfverfahren) zur CE-Kennzeichnung im Rahmen der Produktsicherheitsrichtlinie 2001/95/EG geführt.
Alternative Lampenöle, die weniger gefährlich für Kinder sind, werden auf pflanzlicher Basis hergestellt und sind teilweise unter der Bezeichnung Bio-Lampenöl im Handel. Dabei handelt es sich größtenteils um Fettsäuremethylester (Biodiesel). Aufgrund der erhöhten Viskosität gegenüber mineralischen Ölen ist die Verwendbarkeit in Petroleumlampen oftmals nicht mehr gegeben.

## Historie
Historisch wurden vor der Raffination von Erdöl hauptsächlich Pflanzenöle wie Sesamöl, Olivenöl, Rapsöl oder Leinöl verwendet. Im 19. Jahrhundert hatte Tran eine große Bedeutung für die Beleuchtung („Tranfunzeln“). Ab den 1860er Jahren wurde das Walöl durch destilliertes Petroleum ersetzt. Die Verwendung als Lampenöl war in der zweiten Hälfte des 19. Jahrhunderts die Hauptverwendung für Mineralöl, bis mit der Erfindung des elektrischen Lichts und der Einführung des Automobils die Fraktionen Benzin und Diesel relevanter wurden.
In China wurde nach der Song-Dynastie (ab dem Ende des 13. Jahrhunderts) Baumwollsamenöl verwendet, das als billiges Nebenprodukt beim Anbau von Baumwolle abfällt. Andere früher in China zur Beleuchtung verwendete Öle – neben den bereits genannten – wurden aus Bäumen gewonnen: aus dem Talgbaum, Holzölbaum (Tungbaum), Kampferbaum und aus Camellia oleifera (Kamelienöl). Hinzu kam je nach Region unter anderem Lampenöl aus Steckrüben, Fischöl, Rizinusöl, Sojaöl, Hanföl, Walnussöl und Öl aus der chinesischen Pistazie (Pistacia sinensis).